# Étienne Hirsch
Étienne Hirsch (ur. 20 stycznia 1901 w Paryżu, zm. 17 maja 1994 tamże) – francuski inżynier, menedżer i urzędnik państwowy, działacz środowisk proeuropejskich i uczestnik II wojny światowej, w latach 1959–1962 przewodniczący Komisji Europejskiej Wspólnoty Energii Atomowej.

## Życiorys
Syn Richarda i Marianne z domu Schwen, urodził się w żydowskiej rodzinie z klasy średniej pochodzenia niemiecko-czeskiego. Absolwent École nationale supérieure des mines de Paris, w latach 20. krótko należał do Francuskiej Sekcji Międzynarodówki Robotniczej. Rozpoczął pracę w przemyśle chemicznym w koncernie Saint-Gobain. W 1924 przeniósł się do Ugine Kuhlmann, gdzie do 1940 zajmował stanowiska kierownicze w powiązanych z nią spółkach. Opracował nową metodę otrzymywania syntetycznego metanu, za co otrzymał nagrodę. Pod koniec lat 30. na zlecenie francuskich przedsiębiorstw badał ich konkurentów zagranicznych. W 1940 zbiegł do Londynu, gdzie rozpoczął działalność w ruchu oporu pod pseudonimem „Commandant Bernard”. W 1943 został zastępcą Jeana Monneta odpowiedzialnego za uzbrojenie w ramach Francuskiego Komitetu Wyzwolenia Narodowego w Algierze, następnie od stycznia 1945 odpowiadał za zaopatrzenie w ramach reprezentacji Francji przy dowództwie aliantów w Londynie. Jego rodzice, siostra i siostrzeńcy zostali zamordowani w obozie koncentracyjnym Auschwitz-Birkenau.
Po wojnie pozostał bliskim współpracownikiem Charles’a de Gaulle’a. Na krótko powrócił do Ugine Kuhlmann, następnie od 1945 pracował w Generalnej Komisji Planowania, początkowo kierowanej przez Jeana Monneta, a od 1952 do 1959 pozostawał jej prezesem. Jeden ze współtwórców planu Schumana. Od 2 lutego 1959 do 10 stycznia 1962 przewodniczył Komisji Europejskiej Wspólnoty Energii Atomowej jako jej drugi szef. W 1962 francuskie władze odmówiły mu odnowienia kadencji ze względu na poglądy odbierane jako zbyt proeuropejskiego, zamiast niego wskazały Pierre’a Chateneta. Był w tym okresie oddelegowany do Parlamentu Europejskiego. W latach 1964–1975 kierował Unią Europejskich Federalistów jako prezydent, a następnie przewodniczący komitetu centralnego. Został prezesem Institut technique de prévision économique et sociale oraz wykładowcą europeistyki na Université Libre de Bruxelles i Université catholique de Louvain. W 1965 dołączył do Federacji Lewicy Demokratycznej i Socjalistycznej François Mitterranda, w 1966 zaprezentowany jako członek jego gabinetu cieni.

## Życie prywatne
Był żonaty z Geneviève, miał troje dzieci. Szwagier fizyka Jules’a Guérona.